# Theoderich (Schiff)
Die Theoderich war ein Stückgutfrachter mit bewegter Laufbahn, der einmal gestrandet und aufgegeben, dann wieder in Fahrt gebracht und schließlich im Zweiten Weltkrieg zweimal versenkt wurde.

## Bau und technische Daten
Das Schiff lief am 14. März 1907 auf der Werft von Joseph L. Thompson and Sons in North Sands, Sunderland (England), mit der Baunummer 451 und dem Namen Eir für Jacob R. Olsen in Bergen (Norwegen) vom Stapel. Es war 105,5 m lang und 15,1 m breit, hatte 7,7 m Tiefgang, und war mit 3814 BRT und 2436 NRT vermessen. Die Tragfähigkeit betrug 6800 Tonnen. Das Schiff hatte zwei Dampfkessel und eine dreizylindrige Dreifach-Expansions-Dampfmaschine mit 350 nominalen PS von J. Dickinson & Sons aus Sunderland. Die Höchstgeschwindigkeit betrug 10,5 Knoten.

## Geschichte
Das Schiff wurde 1914 an die Aktiengesellschaft A/S Jacob R. Olsen in Bergen überschrieben und im Mai 1915 an die Aktiengesellschaft A/S Eir (Manager Ivar An. Christensen) in Kristiania verkauft. 1917 erfolgte ein Weiterverkauf an Erling Hansen in Kristiania. 1917 kaufte die Stettiner Dampfschiffs-Gesellschaft J. F. Braeunlich in Stettin das Schiff und benannte es in Gudrun um. Nach der deutschen Niederlage im Ersten Weltkrieg musste das Schiff 1919 an Großbritannien ausgeliefert werden. Es wurde vom Shipping Controller in Besitz genommen und an die Londoner Reeder und Schiffsmakler Glover Brothers zur Bereederung übergeben. 1920 wurde es an die Eirene Steamship Co. in London verkauft und in Eirene umbenannt. Die Gesellschaft geriet 1925 in finanzielle Schwierigkeiten und ging in Liquidation; das Schiff wurde an die Wyn Shipping Co. verkauft und in Wyncote umbenannt. 1931 wurde es nach Italien an die Reederei Marino Querci in Genua verkauft und in Collazzi umbenannt.
Am 21. November 1935 ankerte das Schiff auf der Reede vor Noworossijsk. Im Sturm hielt der Anker nicht, und die Collazzi wurde auf die felsige Küste getrieben. Die Eigner gaben das Schiff auf und überließen es den sowjetischen Behörden, die es später bergen und instand setzen ließen. 1939 kam das Schiff an die Staatliche Schwarzmeer-Reederei (Tschernomorskoje Gosudarstwjennoje Morskoje Parochodstwo) in Odessa, die es in Wolotschajewka  (Волочаевка) umbenannte.
Als die deutsche Wehrmacht im August 1941 in Richtung auf die Krim vorrückte, wurde das Schiff am 18. August von seiner Besatzung bei Cherson selbstversenkt. 1942 wurde das Schiff gehoben und repariert und dann unter dem neuen Namen Theoderich für die deutsche Schwarzmeer-Schiffahrts-GmbH in Fahrt gebracht. Es diente nunmehr zur Versorgung der im Schwarzmeerraum operierenden deutschen Truppen.

## Ende
Am 12. November 1943 befand sich die Theoderich auf der Fahrt von Sewastopol nach Constanța. Unterwegs wurde sie etwa 15 Seemeilen südlich von Satoka und nordöstlich des Seebads Lebediwka (Лебедівка, dt. Bad Burnas), auf Position 45° 31′ 12″ N, 30° 12′ 0″ O, von dem sowjetischen U-Boot M-111 torpediert. Sie konnte jedoch noch auf Strand gesetzt werden und wurde behelfsmäßig wieder schwimmfähig gemacht. Als sie am 22. November abgeschleppt wurde, geriet sie auf eine Mine und sank etwa zehn Seemeilen westlich von Otschakiw.